# Liste der französischen Parlamentswahlen (4. Republik)
Von 1945 bis 1958 fanden in Frankreich fünf Parlamentswahlen statt: zwei zur Wahl der Verfassunggebende Versammlung („Assemblée constituante“) und drei unter der Verfassung vom 27. Oktober 1946 („Constitution du 27 octobre 1946“).

## Auflistung
| Datum             | Wahlverfahren           | Sitze | Stimmenstärkste Gruppe | Andere Parteien | Premierminister |
| ----------------- | ----------------------- | ----- | --- | --- | --- |
| 1945 21. Oktober  | Listenwahl              | 586   | Parti communiste français et apparentés (Maurice Thorez) 159 Mouvement républicain populaire (Maurice Schumann) 151 Section française de l’Internationale ouvrière (Léon Blum) 146 Linksparteien zusammen 456                                      | Fédération républicaine (Michel Clemenceau) 64 Parti républicain, radical et radical-socialiste (Édouard Herriot) 60 Rechtsparteien zusammen 124 Sonstige 6 | Kabinett de Gaulle II 21. November 1945 Kabinett Gouin 26. Januar 1946 |
| 1946 2. Juni      | Listenwahl              | 586   | Mouvement républicain populaire (Georges Bidault) 166 Parti communiste français (Maurice Thorez) 153 Section française de l’Internationale ouvrière (Léon Blum) 128 Linksparteien zusammen 447                                                     | Républicains modérés (Michel Clemenceau) 78 Rassemblement des gauches républicaines (Édouard Herriot) 52 Sonstige 9 | Kabinett Bidault I 24. Juni 1946 |
| 1946 10. November | Listenwahl              | 618   | Communistes (Maurice Thorez) zusammen 182 Mouvement républicain populaire (Georges Bidault) und Républicain d’action paysanne et sociale zusammen 173 Section française de l’Internationale ouvrière (Guy Mollet) 101 Regierungsblock zusammen 456 | Républicain radical et radical-socialiste (Édouard Herriot) 43 Parti républicain de la liberté (Michel Clemenceau) 38 Républicains indépendants 28 Union démocratique et socialiste de la Résistance 26 Musulman indépendant pour la défense du fédéralisme algérien 8 Sonstige 20 | Kabinett Blum III 16. Dezember 1946 Kabinett Ramadier I 22. Januar 1947 Kabinett Ramadier II 22. Oktober 1947 Kabinett Schuman I 24. November 1947 Kabinett Marie 26. Juni 1948 Kabinett Schuman II 5. September 1948 Kabinett Queuille I 11. September 1948 Kabinett Bidault II 28. Oktober 1949 Kabinett Bidault III 7. Februar 1950 Kabinett Queuille II 2. Juli 1950 Kabinett Pleven I 12. Juli 1950 Kabinett Queuille III 10. März 1951 |
| 1951 17. Juni     | Listenwahl, modifiziert | 625   | Section française de l’Internationale ouvrière 107 Républicains modérés 96 Mouvement républicain populaire 94 Rassemblement des gauches républicaines 90 Troisième Force (Henri Queuille) zusammen 387                                             | Rassemblement du peuple français (Charles de Gaulle) 121 Communistes (Maurice Thorez) 103 Sonstige 14 | Kabinett Pleven II 11. August 1951 Kabinett Faure I 20. Januar 1952 Kabinett Pinay 8. März 1952 Kabinett Mayer 8. Januar 1953 Kabinett Laniel I 28. Juni 1953 Kabinett Laniel II 16. Januar 1954 Kabinett Mendès France 18. Juni 1954 Kabinett Faure II 23. Februar 1955 |
| 1956 2. Januar    | Listenwahl, modifiziert | 587   | Droite parlementaire (Edgar Faure) 214 | Front républicaien (Guy Mollet) zusammen 171 Communistes (Maurice Thorez) 150 Poujadistes 52 | Kabinett Mollet 1. Februar 1956 Kabinett Bourgès-Maunoury 12. Juni 1957 Kabinett Gaillard 6. November 1957 Kabinett Pflimlin 13. Mai 1958 Kabinett de Gaulle III 1. Juni 1958 |